# Wilfred Blatherwick
Wilfred E. Blatherwick (* 19. September 1870 im Black Hawk County, Iowa; † 7. April 1956 in Los Angeles, Kalifornien) war ein US-amerikanischer Tennisspieler.

## Biografie
Blatherwick war eines von zehn Kindern von John Henry und Janet McArthur Blatherwick. Er nahm an den Olympischen Sommerspielen 1904 in St. Louis am Tenniswettbewerb teil. Im Einzel gewann er nach einem Freilos zum Auftakt zwei Matches in jeweils drei Sätzen und scheiterte anschließend im Viertelfinale an Edgar Leonard, der ihn deutlich bei nur zwei Spielverlusten schlug.
Im Doppel trat er mit Orien Vernon zusammen ebenfalls an. Die Paarung unterlag zum Auftakt den späteren Olympiasiegern Edgar Leonard und Beals Wright in zwei engen Sätzen.
Blatherwick war praktizierender Arzt in Los Angeles.